# Capitaine Morten et la Reine des araignées
 (novembre 2020).
Pour plus de détails, voir Fiche technique et Distribution.
Capitaine Morten et la Reine des araignées est un film d'animation en stop-motion  réalisé par Kasper Jancis et sorti en 2018.

## Synopsis
Morten rêve de prendre le large à bord de La Salamandre, avec son père le Capitaine Vicks, mais il doit rester à terre chez l'autoritaire Annabelle. Avec son complice Stinger, Annabelle veut s'emparer du bateau de son père, persuadée qu'il cache un trésor de pirates. Pour déjouer leurs plans, Morten va être entraîné dans une aventure fantastique. Réduit à la taille d'un insecte par un magicien farfelu, c'est dans le monde de la Reine des araignées qu'il va devoir conquérir ses galons de capitaine.

## Fiche technique
- Titre : Capitaine Morten et la Reine des araignées
- Titre original : Captain Morten and the Spider Queen
- Réalisation : Kasper Jancis
- Scénario : Kasper Jancis, Mike Horelick, Paul Risacher et Robin Lyons
- Animation : Riho Unt, Henry Nicholson, Teresa Perez Girau, Sue Guy, Martin Pullen et Patricia Sourdes
- Montage : Keith O'Gairbhin
- Musique : Pierre Yves Drapeau
- Producteur : Kerdi Kuusik-Oengo, Arvo Nuut, Kerdi Oengo et Andrus Raudsalu
  - Coproducteur : Misha Jaari et Mark Lwoff
  - Producteur délégué : Nadia Khamlichi, Martin Metz, Adrian Politowski et Gilles Waterkeyn
  - Producteur exécutif : Emma Owen
- Production : Oü Nukufilm, Telegael, Grid Animation et Calon LTD.
- Distribution : Septième Factory
- Pays d’origine :  Estonie,  Irlande,  Belgique et  Royaume-Uni
- Format : couleur
- Genre : animation
- Durée : 80 minutes
- Dates de sortie :
  - France : 15 août 2018 (FIFA 2018)

## Distribution

### Voix originales
- Cian O'Dowd
- Susie Power
- Brendan Gleeson
- Pauline McLynn
- Ciarán Hinds
- Tommy Tiernan
- Michael McElhatton
- Jason Byrne
- Mario Rosenstock
- Neil Delamere

### Voix françaises
- Anne Le Guernec : Anna / Annabelle la reine araignée

- Zélie Chalvignac : Morten

- Maxime Pacaud : Cap. Vix, le père de Morten

- Madeleine Beaufrand : Elisabeth / Elisa la chenille

- Richard Doust : M. Stinger / Cap. Stinger le scorpion

- Loïc Guincamp : Philippe / Felix la sauterelle

- Milan Morotti : M. Cucaracha le magicien

- Martin Larde et Eric Hoffmann : Zagfried et Zigfried / Zag et Zig les guêpes

- Céline Laurent : Mathilde / Tilda la coccinelle

- Vincent Nalesso : Peter Led la luciole

Source : https://www.critikat.com/actualite-cine/critique/capitaine-morten-reine-araignees/

## Autour du film
- Nukufilm (qui signifie, film de marionnettes) est le plus ancien studio d'animation en stop-motion du monde encore en activité. Capitaine Morten et la Reine des araignées est le premier long métrage de ce studio estonien.
- À l'origine, Capitaine Morten est basé sur un livre pour enfants de Kaspar Jancis (également réalisateur du film). Publié en Estonie à l'été 2010, son livre est rapidement devenu un best-seller et a fini par remporter le prix du meilleur livre pour enfants d'Estonie en 2011.